# World Series Baseball (videójáték, 1993)
A World Series Baseball, japán címén Nomo Hideo World Series Baseball baseball-videójáték, az azonos című sorozat első tagja, melyet a BlueSky Software fejlesztett és a Sega jelentetett meg Game Gear, Sega Genesis és Sega Saturn videójáték-konzolokra. A játék 1993-ban jelent meg Game Gearre, a Genesis- és a Saturn-átirat a következő évben jelent meg. A játéknak egy Sega CD-átirata is fejlesztés alatt volt, azonban az végül nem jelent meg. A Saturn-verzió alapját a Kanzen csúkei Pro jakjú Greatest Nine című játék adta.
A World Series Baseball nem csak a Sega, hanem összességben a baseball-videójátékok fontos sarokköve, hiszen ez volt az első olyan játék, melyben a Major League Baseball és a Major League Baseball Players Association licence is szerepel. A játék csapatkeretei az 1994-es Major League Baseball-szezont tükrözik.
A játék kommentátora Jerry Coleman San Diego Padres-közvetítő. A játék Sega Saturn-verziójának észak-amerikai borítóján Mike Piazza Los Angeles Dodgers-elkapó, míg a japánon Nomo Hideo Los Angeles Dodgers-kezdődobó szerepel.

## Fogadtatás
A GamePro magazin szerkesztői kedvezően fogadták a játékot, kiemelve, hogy az „vitathatatlanul minden idők legjobb baseballkazettája." Dicsérték a valós csapatok, játékosok és stadionok használatát, a stadionok pontos grafikai újjáalkotását, az elkapó szemszögét másoló kameraállást, illetve az általánosságban kiemelkedő grafikát.

## Fordítás
- Ez a szócikk részben vagy egészben  a   World Series Baseball (video game) című angol Wikipédia-szócikk ezen változatának fordításán alapul.  Az eredeti cikk szerkesztőit annak laptörténete sorolja fel. Ez a jelzés csupán a megfogalmazás eredetét és a szerzői jogokat jelzi, nem szolgál a cikkben szereplő információk forrásmegjelöléseként.